# قرار مجلس الأمن التابع للأمم المتحدة رقم 1262
قرار مجلس الأمن التابع للأمم المتحدة رقم 1262 قرار أممي اتخذ بالإجماع في 27 أغسطس 1999، بعد الإشارة إلى القرارات السابقة بشأن تيمور الشرقية (تيمور - ليشتي)، ولا سيما القراران 1246 (1999) و1257 (1999)، مدد المجلس ولاية بعثة الأمم المتحدة في تيمور الشرقية حتى 30 نوفمبر 1999.
أشار مجلس الأمن إلى الاتفاق الموقع بين إندونيسيا والبرتغال بشأن مستقبل تيمور الشرقية والاتفاقات المبرمة بين الأمم المتحدة وإندونيسيا والبرتغال بشأن الاستفتاء على الحكم الذاتي الخاص لتيمور الشرقية الموقعة في 5 مايو 1999. ولاحظ الحاجة إلى الأمم المتحدة مواصلة جهودها في تيمور الشرقية بعد الاستفتاء لبناء الثقة والاستقرار. وقد اقترح الأمين العام كوفي عنان أن تواصل بعثة الأمم المتحدة في تيمور الشرقية عملها مؤقتا في الفترة التي تلت الاستفتاء وتنفيذ نتائجه.
بعد تمديد ولاية بعثة الأمم المتحدة في تيمور الشرقية حتى 30 نوفمبر 1999، أيد المجلس مقترحات الأمين العام المتعلقة بالمرحلة المؤقتة للبعثة بالعناصر التالية:
- وحدة انتخابية.
- عناصر شرطة تصل إلى 460 فردا لتقديم المشورة للشرطة الوطنية الإندونيسية وتدريب الشرطة الوطنية الجديدة في تيمور الشرقية.
- عناصر اتصال عسكري يصل إلى 300 فرد للحفاظ على العلاقات.
- عناصر مدنية لإسداء المشورة للممثل الخاص للأمين العام بشأن تنفيذ الاتفاقات.
- عناصر إعلامية لنشر المعلومات عن التقدم المحرز في التنفيذ وتعزيز المصالحة.

ودُعيت جميع الأطراف إلى التعاون مع بعثة الأمم المتحدة في تيمور الشرقية وضمان حريتها في التنقل، بينما كانت إندونيسيا مسؤولة عن استمرار توفير الأمن في تيمور الشرقية في الفترة الانتقالية.